# Mastite
La mastite è una malattia infiammatoria della mammella che può riguardare le femmine dei mammiferi. La malattia può essere classificata in mastite puerperale, se avviene durante l'allattamento materno, o negli altri casi mastite non puerperale.

## Eziologia
Le mastiti puerperali sono causate da agenti patogeni, soprattutto lo Staphylococcus aureus e i batteri del genere Streptococcus, che penetrano il tessuto mammario attraverso il capezzolo. Colpiscono classicamente le giovani donne, specialmente durante il primo allattamento. La stasi del latte materno e le scarse condizioni igieniche possono favorire l'insorgere della malattia.
La mastiti non puerperali sono causate, oltre che da S. aureus, da batteri dei generi Enterococcus e Bacterioides, da anaerobi e, più raramente, da Brucella e miceti del genere Actinomices. Possono manifestarsi fin dall'età neonatale.
Molto raramente, soprattutto nei paesi industrializzati, la causa è da riconoscersi nell'infezione da Mycobacterium tuberculosis e da Treponema pallidum, agenti eziologici rispettivamente di tubercolosi (mastite tubercolare) e sifilide (mastite luetica).

## Clinica
Le mastiti hanno generalmente un decorso acuto, ma possono, seppur raramente, cronicizzarsi e portare alla formazione di ascessi che possono richiedere l'intervento chirurgico.
La presentazione clinica presenta i classici segni di flogosi. Il seno risulta dolente, arrossato, e sono presenti leucocitosi e febbre.

## Trattamento
Le madri vanno incoraggiate a continuare l'allattamento o a rimuovere il latte, manualmente o tramite presidi specifici, utilizzando eventualmente analgesici consentiti, quali il paracetamolo. Nei casi persistenti la terapia antibiotica, compatibile con l'allattamento, il riposo e il proseguimento dell'allattamento in genere risolvono la condizione nel giro di pochi giorni.
Nel caso la malattia progredisca e si formi un ascesso, può essere necessaria l'incisione chirurgica e il drenaggio del pus.

## Negli animali domestici
Nell'animale da allevamento l'infezione può insorgere tramite diverse vie di infezione (ascendente o galattogena, discendente o ematogena, diretta o percutanea) ed essere favorita da fattori predisponenti (genetici, alimentari, conformazione, "cattiva" mungitura).

### Eziologia
È provocata da microrganismi di vario tipo e da una serie di errori: stalle sporche, impianti mungitura sporchi, lesioni apparato mammario. Quando l'animale è colpito da mastite, produce un latte salato che presenta tracce di sangue, che tende a formare grumi ed è inadatto alla caseificazione.
Il latte prodotto emana cattivo odore e presenta un'alterazione di tutte le componenti, soprattutto delle sostanze grasse. Per evitare l'insorgere della malattia nell'animale, è consigliabile, dopo la mungitura, immergere il capezzolo in un apposito recipiente con un becco ricoperto di disinfettante, in modo che vi si formi intorno una patina che non permette l'entrata dei microrganismi.
La mastite bovina causata da una delle cinque microalghe unicellulari del genere Prothoteca (chiamata prothotecosi) è causa di una significativa riduzione della produzione di latte e non sempre risponde positivamente al trattamento farmacologico con antibiotici. Agli allevatori non rimane altra scelta che l'allontanamento dei capi infetti per prevenire il contagio degli altri esemplari sani. La diffusione della prothoteca è causata dalla somministrazione di latte proveniente bovine infette e quindi particolarmente ricco di tale agente patogeno, che dalla scarsa igiene degli ambienti circostanti quali lettiere, cuccette e corsie, talora caratterizzati dalla presenza di liquami e dalla presenza di residui fecali di vitelle o di roditori. I benefici delle disinfezioni vengono facilmente annullati dal deposito di nuova sostanza organica.

### Trattamento
Nella terapia si usano vari antibiotici, tra cui la cefapirina. Nel secondo decennio degli anni Duemila, nella letteratura internazionale sono stati segnalati casi di antibiotico-resistenza che in Italia hanno dato avvio ad uno specifico monitoraggio nazionale.
Un esempio di antibiotico-resistenza si ravvisa nelle mastiti da prototheca.